# Foundation for Apologetic Information & Research
Foundation for Apologetic Information & Research (FAIR) er en non-profit organisation, som udelukkede beskæftiger sig med at finde beviser, som støtter Mormonkirkens påstande samt at forsvare Mormonkirken imod kritik. FAIRs medlemmer består af frivillige, som forsøger at besvare spørgsmål som stilles til deres hjemmeside.
Organisationen blev grundlagt i november 1997 af en gruppe af troende Mormoner, som ville forsvare deres tro. Medlemmerne af FAIR består internationale frivillige. 
FAIR afholder en årlig konference, hvor man præsenterer aktuelle apologetiske problemstillinger. Organisationen udgiver også et månedligt elektronisk nyhedsbrev (FAIR Journal) og en dagligt news-clipping service (FAIR Front Page). 
At organisationen er ledet af mormoner ses også ved, at det tydeligt er markeret, at siden ikke er en officiel side for Mormonkirken, hvilket er et krav fra Mormonkirken til sine medlemmer, hvis de vil have hjemmesider eller udgive materiale om kirken. Det er uvist om organisationen uofficielt støttes af mormonkirken. 

## Medarbejdere
FAIR ledes af en præsident, som vælges af en bestyrelse, og som støttes af en vicepræsident og en sekretær. Den nuværende præsident er Scott Gordon, og den nuværende vicepræsident er Allen Wyatt. Adskillige redaktører offentliggør erhvervede dokumenter og artikler med kommentarer og vurdering, og de har også en boghandel, som sælger apologetiske artikler og dybdegåede bøger til offentligheden. Alt varetages af frivillige. Den eneste lønnede i organisationen er for øjeblikket boghandlens leder, da det er en resursekrævende stilling.

## Fairs erklærede mål
"FAIR er dedikeret til at vidne om Kristus og Hans genoprettede kirke.
Vores mission er at svare på anklagerne mod læren, praksissen og lederne af Jesus Kristi Kirke af Sidste Dages Hellige (Mormonkirken) med dokumenterede svar, som er skrevet i et let forståeligt sprog."
"FAIR vil benytte aktuel viden, skrifter, kirkelærdomme, historisk litteratur og logik i konstruktionen af en trofast og velbegrundede svar."

## Hjemmesider
FAIR er tilknyttet flere forskellige hjemmesider, her inkluderet en blog, en wiki og en boghandel.
Mormon Voices er en hjemmeside, som ledes af FAIR og som søger at forsvare fremstillinger af Mormonkirken i medierne.
blacklds er en hjemmeside, som ledes af FAIR, som henvender sig til sorte mormoner.

## Mormon FAIR-Cast
FAIR sponsorerer en podcast kaldet Mormon FAIR-Cast.

## Kritik af FAIR
FAIR kritiseres for ikke at vurdere kilder og kendsgerninger, som modbeviser Mormonkirkens påstande og lære neutralt. De kritiseres også for ikke at give det fulde billede af de emner, de forsøger at forsvare, alle de problemstillinger de behandler forudsættes af, at der kan konkluderes, at Mormonkirken er sand. Nogle af de beviser, som de fremfører anerkendes ikke af historikere. Blandt andet at amerikanske indianeres sprog skulle være beslægtet med hebraisk.
En anden organisation af mormonske frivillige kaldet mormonthink.com, startede ud ligesom FAIR,
men medlemmerne endte med at melde sig ud af Mormonkirken, efter at være konfronteret med overvældende beviser imod mormontroen, derfor rådes mormoner af FAIR og Mormonkirken til ikke længere at læse deres publikationer.
Det er et tabu blandt mormoner at læse mormonkritisk litteratur, ligesom kritik af kirkeledere ikke tolereres. 